# Olympische Sommerspiele 2004/Teilnehmer (Samoa)
| Gelbes Symbol für Goldmedaillen mit stilisierten Olympischen Ringen | Graues Symbol für Silbermedaillen mit stilisierten Olympischen Ringen | Braundes Symbol für Bronzemedaillen mit stilisierten Olympischen Ringen |
| ------------------------------------------------------------------- | --------------------------------------------------------------------- | ----------------------------------------------------------------------- |
| —                                                                   | —                                                                     | —                                                                       |

Samoa nahm an den Olympischen Sommerspielen 2004 in Athen, Griechenland, mit einer Delegation von drei Sportlern (zwei Männer und eine Frau) teil.

## Teilnehmer nach Sportart

### Gewichtheben
- Uati Maposua
Mittelgewicht: 21. Platz

### Leichtathletik
- Shaka Sola
Diskuswerfen: 34. Platz in der Qualifikation

- Patsy Serafina Akeli
Frauen, Speerwerfen: 44. Platz in der Qualifikation